# Bilice
Bilice su općina u  Šibensko-kninskoj županiji.

## Zemljopis
Općina Bilice nalazi se 3 km sjeverno od Šibenika, na Državnoj cesti D33. Površinom od 25,66 km2 spada u manje općine i čini 0,86 % sveukupne površine Šibensko-kninske županije. Graniči s Gradom Šibenikom i Gradom Skradinom. Središte Općine nalazi se na nadmorskoj visini od 60 metara.

## Stanovništvo
Prema popisu stanovništva (2011.) u Bilicama živi 2307 stanovnika, a unutar općine nalazi se 24 zaseoka: Butkovići, Novo–naselje, Piližote, Gatara, Grubišić, Buva, Mikulandra, Šparadići, Čaleta-car, Bura, Slavice-Karloviči, Petrovići, Ćaleta, Kalik, Lugovići, Dulibići, Slavica-Jolići, Mihaljevići, Slavica -Paprčići, Radići, Juras, Krnić, Jakšić, Sekulić, Perišić.
Svi zaseoci raspoređeni su u pet naselja: Novo Naselje, Podlukovnik, Podtrtar, Stubalj i Vrulje.
Od prvih konkretnih zapisa o Bilicama 1298. prate se i demografski podatci. U župi Žažvina kojoj su tada pripadale Bilice godine 1298. bilo je 20 kuća i 204 osoba, a same Bilice 10 kuća i 51 osobu.
U župi Žavini 1298. spominje se i selo Presuć (negdje se nazivalo Prisuti ili Opatija), za koje piše da se nalazi između Velikog i Malog Pomišlja i Dračina, te da su Prisuti imali 9 kuća i 62 osobe.
Noviji zapisi spominju da su Bilice godine 1825. imale 32 kuće, odlomak Vrulje 20, i Lukovnjak 19; godine 1857. Bilice imaju 144 katolika, Vrulje 23, odlomak Pokojci 170, Lukovnjak 148.
Godine 1901. svi odlomci imaju 110 kuća i 702 osobe. Godine 1931. Bilice s odlomcima imaju ukupno 1336 katolika i 64 hričana. Iste godine 1931 zapisan je ovaj broj obitelji: Bilice 42, Pomišalj 6, Stubalj 12, Dolačka Punta 15,Vrulje 23, Lišćerice 25, Pod Trtrom 19, Pod Lukovnjak 30, ukupno 172 obitelji.
| broj stanovnika | 402   | 363   | 544   | 579   | 709   | 897   | 947   | 1398  | 1301  | 1384  | 1432  | 1368  | 1396  | 1643  | 2179  | 2307  | 2546  |
|                 | 1857. | 1869. | 1880. | 1890. | 1900. | 1910. | 1921. | 1931. | 1948. | 1953. | 1961. | 1971. | 1981. | 1991. | 2001. | 2011. | 2021. |

## Uprava
Općina Bilice postoji od 17. prosinca 2002. godine, kada je izdvojena iz sastava Grada Šibenika. Načelnik Općine je Josip Ćaleta Car (nezavisni kandidat liste grupe birača).

## Povijest
Car Konstantin Porfirogenet, pisac iz 10. st. navodi mjesto Belitcein (to belitzein), a povjesničar Vjekoslav Klaić smatra, da su to današnje Bilice. U kanalu sv. Josipa pronađeni su vrijedni arheološki ostatci iz pretpovijesnog doba i rimske Villae Rusticae na Dedića punti, pronađen je i osakaćen rimski natpis te još dva druga fragmenta za koje se ne zna gdje su završili. Nađena je i jedna ploča s pleterom i monogramom Marije, koja je prenesena u Kninski muzej, za koju se smatra da je dr. Jelić i dr. Novak nisu pravilno pročitali.
Prvi konkretniji zapisi o Bilicama dolaze iz godine 1298. kad se osnivala Šibenska biskupija, te se tu navodi da su Bilice pripadale župi Žažvina.
Žitelji Bilica su tijekom povijesti sudjelovali u svim ratovima koji su se vodili na našim područjima, a i dalje. Poznato je da je veći broj Bilićana sudjelovao i u Španjolskom građanskom ratu. Velike su žrtve podnijeli i za vrijeme Drugog svjetskog rata, zabilježen je podatak da je tijekom rata poginulo 190 žitelja i da niti jedna kuća nije ostala neoštećena.
Tijekom poslijeratnog razdoblja poznato je da je nemali broj žitelja Bilica emigrirao u inozemstvo, radi neimaštine ili neslaganja s političkom situacijom u zemlji. 
Novija povijest donijela nam je i Domovinski rat. U obrani Hrvatske od Srpske agresije dobrovoljno je sudjelovao i velik broj žitelja Bilica, te su dosta pridonijeli stvaranju samostalne države Hrvatske. Bilice su tijekom rata pretrpjele manje materijalne štete, ali je na žalost i jedan žitelj Bilica izgubio život.
Žitelji Bilica od početka Domovinskog rata pa do dana današnjeg aktivno sudjeluju na svim područjima stvaranja demokratske Države Hrvatske, te bolje budućnosti mlađeg naraštaja.

## Gospodarstvo
Bilice s obzirom na položaj i blizinu Nacionalnog parka Krka imaju velik potencijal za razvoj seoskog turizma, jer u Bilicama nije razvijana teška industrija niti su građene veće industrijske zone pa je veliki dio područja Bilica ostao netaknut.
Jedan od prvih poteza sadašnje Općine što se tiče turizma je uvrštavanje u novi prostorni plan marine ili privezišta na Prokljanskom jezeru.

## Poznate osobe
- Duje Ćaleta-Car, hrvatski nogometaš

## Spomenici i znamenitosti
Prvobitna crkvica u Bilicama mora da je podignuta prije dolaska Slovena u Dalmaciju, motiv i stil ulomaka pregrade potpuno se podudaraju sa starokršćanskim skulptiranim pregradama u gradskoj bazilici u Staroj saloni iz 5. odnosno 6. stoljeća.
Dr. Ljubo Karaman
Crkva Gospa od Pomišljaja župe Uznesenja Marijina - Bilice se nalazi na brdu Pomišljaj (156 m). Stari zapisi kažu da je tu bila i drevna župna crkva (od 1470. pa negdje do 1570.). Smatra se da je Šibenska obitelj Mrzinića (Merzinich) utemeljila benificij, a možda i crkvu Gospe od Pomišlja.
Prvi zapis iz 1448. god. spominje da je biskup Juraj predao popu Damjanu gospinu kuću vrijednu 100 libara za njegov vinograd od 5 gonjaja. Bratovština (Maria de Pomisale) ima svoj pravilnik (matrikulu) od 1452., u kojoj su bili mnogi bratimi iz Šibenika, među prvima se spominje Grgur sin Šimuna koji se obvezao ugovorom 28. svibnja 1482. sa svećenikom Mihovilom Radinovićem, da će služiti župu u Bilicama.
Zanimljiv je i podatak da je najezdom Turaka crkva oštećena, a Gospina slika je prenesena u Šibensku Varoš u crkvu Sv. Kuzme i Damjana (Gospe), koja je također porušena tijekom Turskog rata. Kasnije je Grgo Benediković sudac bratovštine Sv. Marije de Pomisal odlučio iznijeti i postaviti sliku u crkvu Sv. Benedikta (Sv. Barbare) gdje je stajala od 1547. – 1552. Godine 1562. ponovno je u varoškoj crkvi te se čini da je ostala u Varoši zauvijek.
Noviji zapisi govore da je crkva popravljena tek 1879., a blagoslovio je biskup Antun Josip Fosco 29. studenoga 1880. Zvonik na preslicu izradio je Dominik Pasini (za 24 forinte) i glavni jedini oltar 1880. (za 200 forinti), inače je njegov otac Jakov 1857. bio izradio zvono (za 176 forinti), koji je srušio grom.
Godine 1914. ponovo je proširena crkva i rađeno je novo pročelje, ali je rad zapinjao zbog novčane krize sve do 1923. Crkva je popravljena godine 1969.
Obnova je nastavljena zalaganjem župljana i župnika, i poslije Domovinskog rata, dovedena je struja i voda, postavljen je spomen-križ, napravljen je asfalt i parkiralište, obnovljena je fasada te je 2003. stavljeno novo svetohranište na glavnom oltaru.
Na mjestu zvanom Jerkulovac u Bilicama postojala je kapela, a porušili su je valjda Turci. Novoj kapeli na 19. listopada 1869. postavio je temeljni kamen Ante Carminati apostol protonotar u prisutnost varoškog župnika Ivana Šižgorića i 300 Biličana i Šibenčana. Kamenje za zvono, prozor i spomen-ploču izradio je Dominik Pasini. Na 19. rujna 1870. blagosovio je kapelu i u njoj pontificirao biskup Zafron. Kapela je u čast Gospe Pomoćnice kršćana. Njezinu je sliku, te nešto zlata darovala 12. listopada 1869. Marijana Tommaseo, sestra slavnoga Nikole.
U nekim starim zapisima zabilježen je i zanimljiv podatak da u svojoj oporuci 2. travnja 1723. Bernard Cortellini odredio da njegovi baštinici podignu crkvu Sv. Antuna Padovanskog u Bilicama, gdje je imao svoju kuću, te da se misa u blagdane govori na njegovu odluku. Ako pak ne bi na to pristao biskup, jer crkva nije dotirana, određuje, da to baštinici učine. Crkva se nikad nije počela graditi.

## Kultura
- Klapa Bilice

## Šport
Šport u Bilicama je slabo zastupljen, osim prijašnjih školskih natjecanja u bivšoj državi i amaterskog boćanja, u Bilicama su se profesionalnije razvijali samo mali nogomet i lov.

### Nogomet
Nogomet se u Bilicama počeo razvijati poslije Drugog svjetskog rata kad su organizirani prvi međuškolski i međugradski turniri. Malonogometni klub Bilice s radom počinje krajem 70-ih, a prestaje s radom početkom Domovinskog rata. 24. svibnja 2002. godine ponovo je aktiviran zapostavljeni 'MNK Bilice'.

### Lov
Lov kao plemenita vještina i jedna od važnijih zabava bogatih plemića s vremenom je prerastao u sport i važniju granu turizma. Žitelji Bilica lovom se bave od davnina. Ozbiljniji i organiziraniji lov u Bilicama se počeo razvijati kad se osnovalo Lovačko Društvo Šibenik kojem su Bilice tada pripadale kao lovna jedinica Bilice. 
Završetkom rata Bilice se odvajaju od LD Šibenik, te su 1997. službeno zakupili oko 1500 ha lovne površine i nazvali se LD Kamenjarka Bilice. Danas LD Kamenjarka ima 36 članova. Društvo se osim odstrela divljači bavi i drugim aktivnostima od onih najvažnijih za lovce, a to su održavanje pojilišta, i sadnja djeteline i žita za dohranu divljači pa do dobrovoljnih akcija uklanjanja komunalnog otpada. Svi članovi lovačke udruge su odmah stali na branik domovine sa svim svojim sredstvima i ljudskim potencijalom. 

## Vanjske poveznice
- Službena stranica Općine

|  | Portal Hrvatske: pristup člancima s tematikom o Hrvatskoj |